# Jonckheere Transit
De Jonckheere Transit of Jonckheere Transit 2000 is een stads- en streekbus van fabrikant Jonckheere in Beveren bij Roeselare en in Heerenveen. Het is een laagvloerbus waardoor hij geschikt is voor gehandicapten en kinderwagens. De bus is in verschillende lengtes en met twee of drie deuren verkrijgbaar, afhankelijk van de uitvoering en onderbouw. De Transit was ook verkrijgbaar in een gelede versie. Deze bussen worden ook op Volvo en Scania modules geleverd en daardoor dragen sommige bussen ook nog het Volvo- of Scania-logo in plaats van alleen maar het Jonckheere-logo.
In 1999 werd het ontwerp van de Jonckheere Transit gemoderniseerd en draagt de bus de naam Transit 2000.
Sinds eind 2010 staan deze bussen niet meer in de catalogus van VDL Bus & Coach en zijn sindsdien vervangen door de VDL Citea. Echter zijn er nog wel een aantal bussen na 2010 gebouwd voor enkele Belgische vervoerders.

## VDL Bus/Nefaz Transit
In 2006 werd een contract getekend met de Russische busfabrikant Nefaz. In dit contract werd een licentie verleend aan Nefaz voor de bouw van de Transit 2000 voor de Russische markt. Deze bussen werden gebouwd op de chassismodules SB 4000, SB 230 en SBR 230.

## Inzet

### Nederland
In Nederland reden er 2 van deze bussen rond bij AMZ in de provincie Zeeland i.o.v. Connexxion. Deze bussen reden in een witte huisstijl. Deze bussen zijn inmiddels niet meer in dienst.
| Bedrijf           | Aantal | Series   | Inzet                          | Opmerking                   |
| ----------------- | ------ | -------- | ------------------------------ | --------------------------- |
| AMZ               | 2      | 369-370  | Noord-Beveland & Zuid-Beveland | In huisstijl van Connexxion |
| Rederij van Hulst | 1      | 65-BND-3 |                                |                             |

### België
In België rijdt deze bus bij verschillende busexploitanten van de De Lijn en TEC. De bussen komen voor in alle regio's van Vlaanderen en Wallonië.

#### Nationale vervoersmaatschappij
Hieronder een overzicht van de inzetgebieden onder de Belgische nationale vervoersmaatschappijen.
| Bedrijf | Series      | Bouwjaar                                       | Chassis                        | Motor                            | Aantal | Inzet                                                                                 | Opmerking |  |
| ------- | ----------- | ---------------------------------------------- | ------------------------------ | -------------------------------- | ------ | ------------------------------------------------------------------------------------- | --- |  |
| De Lijn | 3829-3978   | 2000-2001                                      | Volvo B10B-LE (11 750 mm)      | Volvo DH10A-245(euro DH10A-245)) | 167    | Verschillende regio's                                                                 | Buitenbedrijfstelling begon in 2017                                                                                       |  |
| De Lijn | 3986-4010   | 2001                                           | Volvo B10MG-55 (17 960 mm)     | Volvo DH10A-245(euro DH10A-245)) | 25     | Verschillende regio's                                                                 | Gelede versie. 18 exemplaren afgevoerd (2017-2019)                                                                        |  |
| De Lijn | 4011-4027   | 2000-2001                                      | Volvo B10B-LE (11 750 mm)      | Volvo DH10A-245(euro DH10A-245)) | 17     | Verschillende regio's                                                                 | Afgevoerd (2017-2018) |  |
| De Lijn | 4405-4459   | 2004                                           | Jonckheere 115 (17 995 mm)     | DAF PE228C (euro3kW)             | 55     | Verschillende regio's                                                                 | Gelede versie |  |
| De Lijn | 4460-4501   | 2004                                           | Man A35 (9 750 mm)             | MAN                              | 42     | Verschillende regio's                                                                 | Midi-versie 17 exemplaren afgevoerd (2015-2018)                                                                           |  |
| De Lijn | 4524-4602   | 2005                                           | Volvo B7RLE (11 650 mm)        | Volvo D7C275(euro D7C275))       | 79     | Verschillende regio's                                                                 | |  |
| De Lijn | 4838-4879   | 2006                                           | Volvo B7RLE (11 680 mm)        | Volvo D7E290(euro D7E290))       | 42     | Verschillende regio's                                                                 | |  |
| De Lijn | 4902-4963   | 2006                                           | Jonckheere 115/010 (17 995 mm) | DAF PE228C (euro4kW)             | 62     | Verschillende regio's                                                                 | Gelede versie |  |
| De Lijn | 4980-5015   | 2007                                           | Volvo B7RLE (11 680 mm)        | Volvo D7E290(euro D7E290))       | 36     | Verschillende regio's                                                                 | |  |
| De Lijn | 5079-5083   | 2007                                           | Volvo B7RLE (11 680 mm)        | Volvo D7E290(euro D7E290))       | 4      | Verschillende regio's                                                                 | |  |
| De Lijn | 5095-5167   | 2007-2008                                      | Volvo B7RLE (11 680 mm)        | Volvo D7E290(euro D7E290))       | 73     | Verschillende regio's                                                                 | Vlaams-Brabant: 5095-5099 Meerbeke, 5100-5117 Dilbeek, 5118-5125 Overijse                                                 |  |
| De Lijn | 5309-5323   | 2010                                           | Volvo B7RLE (11 680)           | Volvo D7E290(euro D7E290))       | 15     | 5309-5313 in Oost-Vlaanderen 5314-5318 in Vlaams-Brabant 5319-5323 in West-Vlaanderen | |  |
| De Lijn | 5597        | 2006 (bouwjaar) 2009-2011 (ombouw tot hybride) | Jonckheere 115/010 (17 995 mm) |                                  | 1      | Oost-Vlaanderen                                                                       | Gelede hybride versie Voormalig 4909, die na een ongeval door VDL Jonckheere is omgebouwd tot een hybride bus. Uit dienst |  |
| TEC     | 3.591-3.595 | 2005                                           | Jonckheere 115 (17 995 mm)     |                                  | 22     | Henegouwen                                                                            | Gelede versie |  |
| TEC     | 4.350-4.363 | 2005                                           | Jonckheere 115 (17 995 mm)     |                                  | 22     | Namen en Luxemburg                                                                    | Gelede versie |  |
| TEC     | 7133-7135   | 2005                                           | Jonckheere 115 (17 995 mm)     |                                  | 22     | Charleroi (stadsdienst)                                                               | Gelede versie |  |
| TEC     | 4.450-4.495 | 2008                                           | Volvo B7RLE (11 680 mm)        |                                  | 46     | Namen en Luxemburg                                                                    | |  |
| TEC     | 4.500-4.590 | 2009-2010                                      | Volvo B7RLE (11 680mm)         |                                  | 131    | Namen                                                                                 | |  |
| TEC     | 5.351-5.390 | 2009-2010                                      | Volvo B7RLE (11 680mm)         |                                  | 131    | Luxemburg                                                                             | |  |
| TEC     | 7121-7124   | 2005                                           | MAN. A35 (9 750 mm)            |                                  | 4      | Charleroi (stadsdienst)                                                               | Midi-versie |  |

#### Busexploitanten
Hier onder een overzicht van de inzetgebieden onder de particuliere busexploitanten.
| Huisstijl | Bedrijf                              | Chassis            | Aantal | Series | Opmerking |
| --------- | ------------------------------------ | ------------------ | ------ | --- | --- |
| De Lijn   | A. De Voeght & Co                    | Volvo B7RLE        | 7      | 302847-302853 | Dochterbedrijf van Veolia Transport Belgium                                                                                             |
| De Lijn   | Achiel Weijn & Zonen                 | Scania L113 CLL    | 1      | 221747 | Uit dienst |
| De Lijn   | Autobusbedrijf Bronckaers            | Scania L94 UB4X2   | 28     | 440214-440216, 440276-440278, 440302-440305, 440327-440328, 440332-440334, 440601, 440629, 440679-440680, 440707, 440710 b, 440721, 440724, 440781-440784, 441203, 441214             | Dochterbedrijf van Keolis Vlaanderen |
| De Lijn   | Autobussen De Reys                   | Scania L94 UB4X2   | 4      | 331209-331210, 331218-331219 | Dochterbedrijf van Keolis Vlaanderen |
| De Lijn   | Autobussen De Reys                   | Volvo B7RLE        | 4      | 301714-301715 | Dochterbedrijf van Keolis Vlaanderen |
| De Lijn   | Autobus Dony                         | Scania L94 UB4X2   | 9      | 442160-442168 | Dochterbedrijf van Keolis Vlaanderen |
| De Lijn   | B&C                                  | Volvo B10B         | 3      | 111053-111054, 119809 | Dochterbedrijf van Veolia Transport Belgium                                                                                             |
| De Lijn   | B&C                                  | Volvo B7RLE        | 8      | 111055, 111056, 111057, 111060, 111065, 119812, 119858-119859 | Dochterbedrijf van Veolia Transport Belgium                                                                                             |
| De Lijn   | Cintral                              | Scania L94 UB4X2   | 9      | 441936-441944 | Dochterbedrijf van Keolis Vlaanderen |
| De Lijn   | Coach Partners                       | Volvo B7RLE        | 11     | 502601-502603, 550301-550308 | Voormalig De Laere, Popelier & Desmet Partners 550307 is uit dienst                                                                     |
| De Lijn   | Connex West-Vlaanderen               | Volvo B7RLE        | 8      | 551156-551163 | Dochterbedrijf van Veolia Transport Belgium                                                                                             |
| De Lijn   | De Duinen                            | Volvo B7RLE        | 2      | 110291-110292 | Dochterbedrijf van Veolia Transport Belgium                                                                                             |
| De Lijn   | De Duinen                            | Volvo B10B         | 2      | 111053-111054 | Dochterbedrijf van Veolia Transport Belgium                                                                                             |
| De Lijn   | De Laere, Popelier & Desmet Partners | Volvo B7RLE        | 11     | 502601-502603, 550301-550308 | Is verdergegaan onder de naam Coach Partners                                                                                            |
| De Lijn   | De Ras-De Laere                      | Volvo B7RLE        | 15     | 221301-221315 | |
| De Lijn   | DEBA-MEBO                            | Volvo B7RLE        | 21     | 5351-5371 | |
| De Lijn   | Deceuninck Auto's                    | Volvo B10B         | 3      | 550233, 550235-550236 | |
| De Lijn   | Deceuninck Auto's                    | Volvo B7RLE        | 11     | 550237-550243, 550248, 550251-550253 | |
| De Lijn   | Demuynck & Vansteelandt              | Volvo B7RLE        | 7      | 550501-550502, 550515-550517, 550520, 550523 | |
| De Lijn   | Demuynck & Vansteelandt              | Volvo B10B         | 2      | 550503-550504 | |
| De Lijn   | Flanders Bus                         | Volvo B7RLE        | 10     | 304001-304010 | Dochterbedrijf van Flanders Coach Group                                                                                                 |
| De Lijn   | Geenens                              | Volvo B10B         | 2      | 220714, 220915 | Dochterbedrijf van Veolia Transport Belgium                                                                                             |
| De Lijn   | Geenens                              | Volvo B7RLE        | 24     | 220734, 220737, 220740, 220743, 220750, 220752-220753, 220756, 220758, 220835, 220838, 220841, 220844, 220851, 220855, 220857, 220936, 220939, 220942, 220945, 220949, 220954, 220959 | Dochterbedrijf van Veolia Transport Belgium                                                                                             |
| De Lijn   | Gruson Autobus                       | Volvo B10B         | 2      | 550134, 550137 | Dochterbedrijf van Veolia Transport Belgium                                                                                             |
| De Lijn   | Gruson Autobus                       | Volvo B7RLE        | 9      | 550139-550140, 550142-550148 | Dochterbedrijf van Veolia Transport Belgium                                                                                             |
| De Lijn   | Heidebloem                           | Volvo B7RLE        | 10     | 440866-440867, 440869-440870, 440886-440887, 440961-440964 | Dochterbedrijf van Veolia Transport Belgium                                                                                             |
| De Lijn   | Heidebloem                           | Volvo B12BLE       | 1      | 856161 | Dochterbedrijf van Veolia Transport Belgium                                                                                             |
| De Lijn   | Hendriks Personenvervoer             | Volvo B7RLE        | 2      | 105504-105505 | |
| De Lijn   | Van Hoorebeke & Zoon                 | Volvo B7RLE        | 7      | 203102, 220332-220334, 220337-220338, 220341 | |
| De Lijn   | Van Hoorebeke & Zoon                 | Volvo B10B         | 1      | 220327 | |
| De Lijn   | Modern Toerisme-Van Riet             | Volvo B7RLE        | 22     | 302410-302412, 302620-302622, 302650, 303930-303936, 309718, 309723, 309788, 331415, 331417, 331419, 331448, 331449                                                                   | 302650 is voormalig Zwalmbus 220605 331449 is voormalig Zwalmbus 220612 309718 werd tot februari 2013 gebruikt als luchthavenpendelbus. |
| De Lijn   | Modern Toerisme-Van Riet             | Scania L113 CLL AA | 1      | 331446 | Buiten dienst |
| De Lijn   | Modern Toerisme-Van Riet             | Volvo B10B         | 1      | 331447 | Buiten dienst |
| De Lijn   | Parmentier Autobus                   | Volvo B10B         | 6      | 220553-220555, 550806-550808 | |
| De Lijn   | Parmentier Autobus                   | Volvo B7RLE        | 11     | 220556-220558, 220579, 501578, 550809-550814 | |
| De Lijn   | Reizen De Valk                       | Scania L94 UB4X2   | 3      | 442325-442327 | Dochterbedrijf van Veolia Transport Belgium                                                                                             |
| De Lijn   | T.I.Z.                               | Scania L94 UB4X2   | 2      | 550704-550705 | |
| De Lijn   | T.I.Z.                               | Volvo B10B         | 2      | 550754-550755 | |
| De Lijn   | T.I.Z.                               | Volvo B7RLE        | 2      | 550763-550764 | |
| De Lijn   | Van de Voorde                        | Scania L113 CLL AA | 1      | 221510 | Uit lijndienst, rijdt als schoolbus |
| De Lijn   | Van de Voorde                        | Volvo B7RLE        | 1      | 221513 | |
| De Lijn   | Van de Voorde                        | Scania L94 UB4X2   | 3      | 221514, 221515 b, 221516 | |
| De Lijn   | V.R.B.O.                             | Volvo B10B         | 2      | 221114, 300601 | |
| De Lijn   | V.R.B.O.                             | Volvo B7RLE        | 8      | 221107 b, 221130-221132, 221193, 221195, 221197, 300603 | |
| De Lijn   | West Belgium Coach Cy                | Volvo B7RLE        | 7      | 502701, 551070-551072, 551074, 551081-551083 | Dochterbedrijf van Flanders Coach Group                                                                                                 |
| De Lijn   | Zwalmbus                             | Volvo B10B         | 1      | 220601 | |
| De Lijn   | Zwalmbus                             | Volvo B7RLE        | 2      | 220605, 220612 | Zijn verkocht aan Modern Toerisme-Van Riet en rijden rond onder de nummers 302650 (220605) en 331449 (220612)                           |
| TEC       | Autobus Brainois-Senne Autobus       | Scania L94 IB4X2   | 4      | 451152-451155 | |
| TEC       | Autobus Dujardin et Fils             | Volvo B10B         | 1      | 465118 | Dochterbedrijf van Eurobus Holding |
| TEC       | Autobus Dujardin et Fils             | Volvo B10M         | 4      | 453108 b, 453109b, 453110b, 453111 b, 459122 | Dochterbedrijf van Eurobus Holding |
| TEC       | Autobus Dujardin et Fils             | Scania L94 UB4X2   | 11     | 453116, 453117 b, 453118 b, 453119-453121, 455112, 455121-455122, 465117, 465119 | Dochterbedrijf van Eurobus Holding |
| TEC       | Autobus de Genval                    | Scania L94 IB4X2   | 1      | 961107 | Dochterbedrijf van Eurobus Holding |
| TEC       | Autobus de Genval                    | Scania L94 UB4X2   | 4      | 961108-961110, 961136 | Dochterbedrijf van Eurobus Holding |
| TEC       | Autobus Georges                      | Volvo B10M         | 2      | 457174-457175 | Dochterbedrijf van Veolia Transport Belgium                                                                                             |
| TEC       | Autobus Georges                      | Volvo B7RLE        | 3      | 457178 b, 457180, 457182 | Dochterbedrijf van Veolia Transport Belgium                                                                                             |
| TEC       | Autobus Latour                       | Volvo B10M         | 1      | 558113 | |
| TEC       | Autobus Latour                       | Volvo B10M-5500    | 1      | 558116 | |
| TEC       | Autobus Latour                       | Volvo B10M-55      | 1      | 558118 | |
| TEC       | Autobus Naway                        | Volvo B7L          | 2      | 460115-460116 | |
| TEC       | Autobus Naway                        | Volvo B7RLE        | 4      | 460117-460120 | |
| TEC       | Autobus Toussaint                    | Scania L113 CLB AA | 2      | 564102, 564103 b | |
| TEC       | Autobus Toussaint                    | Volvo B10B         | 1      | 564108 b | |
| TEC       | Autobus Toussaint                    | Scania L94 IB4X2   | 1      | 564115 b | |
| TEC       | Autobus Toussaint                    | Scania L94 UB4X2   | 3      | 564116 b, 564117 b, 564118 b | |
| TEC       | Cie des Autobus Liégeois             | Scania L113 CLB AA | 1      | 705236 | |
| TEC       | Cintra                               | Scania L94 UB4X2   | 8      | 552187-552188, 772179-772180, 952176, 952181-952182, 952184 | Dochterbedrijf van Eurobus Holding |
| TEC       | De Vos Gebroeders                    | Volvo B7RLE        | 1      | 463129 | Dochterbedrijf van Veolia Transport Belgium                                                                                             |
| TEC       | Ets. Fr. Cardona et Deltenre         | Scania L94 UB4X2   | 3      | 905122 b, 905123 b, 905227 | Dochterbedrijf van Eurobus Holding |
| TEC       | Ets. Fr. Cardona et Deltenre         | Scania L94 IB4X2   | 1      | 905152 | Dochterbedrijf van Eurobus Holding |
| TEC       | Garage du Perron                     | Scania L94 UB4X2   | 5      | 754145 b, 754146-754148, 754152 | Dochterbedrijf van Eurobus Holding |
| TEC       | Les Autobus Blaise                   | Volvo B10B         | 1      | 752122 | |
| TEC       | LIM Collard-Lambert                  | Scania L94 UB4X2   | 4      | 608124, 753112-753114 | Dochterbedrijf van Eurobus Holding |
| TEC       | Poncelet Frères                      | Scania L94UB4X2    | 1      | 601107 | |
| TEC       | Pullman-Bus                          | Volvo B10B         | 1      | 901127 | |
| TEC       | Pullman-Bus                          | Volvo B7RLE        | 4      | 901137-901140 | |
| TEC       | Roman                                | Volvo B7RLE        | 5      | 461102-461103, 462114-462116 | |
| TEC       | Roman                                | Volvo B10B         | 2      | 461104, 462111 | |
| TEC       | Satracom                             | Scania L94 UB4X2   | 7      | 756109 b, 756118 b, 760110, 760114, 760118 b, 760127, 760128 b | Dochterbedrijf van Eurobus Holding |
| TEC       | Sophibus                             | Scania L113 CLB AA | 3      | 561151, 561153, 561154 | Dochterbedrijf van Eurobus Holding |
| TEC       | Sophibus                             | Scania L94 IB4X2   | 1      | 561162 | Dochterbedrijf van Eurobus Holding |
| TEC       | Sophibus                             | Scania L94 UB4X2   | 10     | 403108, 561165-561173 | Dochterbedrijf van Eurobus Holding |
| TEC       | Transports Penning                   | Volvo B10M         | 3      | 556143-556145 | Dochterbedrijf van Eurobus Holding |
| TEC       | Transports Penning                   | Volvo B7RLE        | 1      | 556146 | Dochterbedrijf van Eurobus Holding |
| TEC       | Transports Penning                   | Scania L94 UB4X2   | 5      | 556148-556152 | Dochterbedrijf van Eurobus Holding |
| TEC       | Voyages Nicolay                      | Volvo B10M         | 1      | 401116 | Dochterbedrijf van Eurobus Holding |
| TEC       | Voyages Nicolay                      | Scania L94 UB4X2   | 7      | 401118-401122, 403108, 452107 | Dochterbedrijf van Eurobus Holding |
| TEC       | Voyages Wergifosse                   | Scania L94 UB4X2   | 1      | 761137 | |

### Andere landen

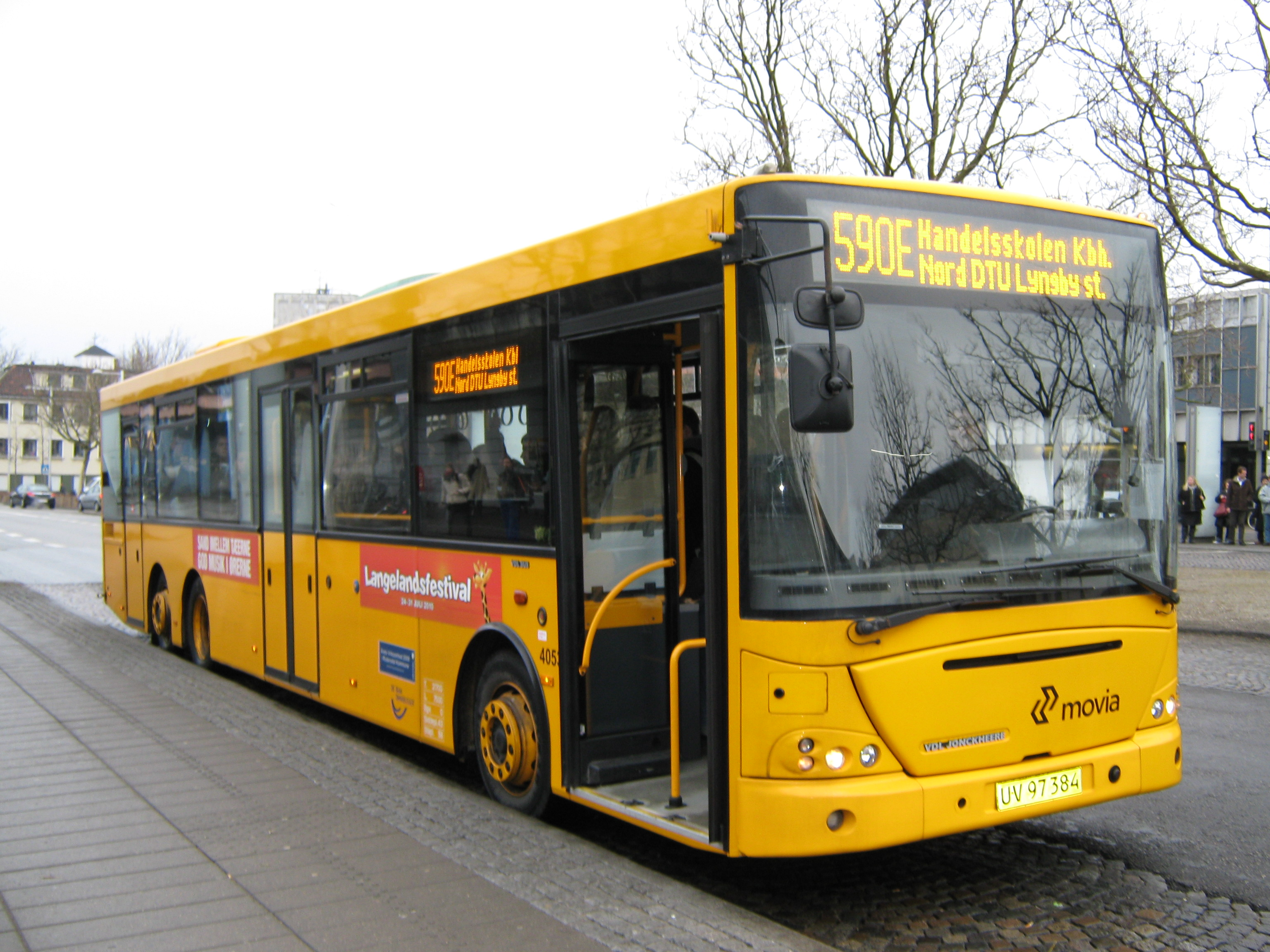
Jonckheere Transit 2000 L van De Blaa Omnibusser, nummer 4053

Naast Nederland en België komen ook enkele exemplaren voor in andere landen, waaronder Luxemburg, Denemarken en Zweden.
| Land       | Bedrijf                       | Series                   | Aantal | Chassis         | Inzet                      | Opmerking                          |
| ---------- | ----------------------------- | ------------------------ | ------ | --------------- | -------------------------- | ---------------------------------- |
| Luxemburg  | Bollig                        | VB5560, VB5570           | 2      | MAN A35         | Luxemburg                  | Midi-versie                        |
| Luxemburg  | Frisch Rambrouch              | SL3035, SL3036           | 2      | MAN A35         | Stadsdiensten              | Midi-versie                        |
| Denemarken | Anchersen Rute                | 3252-3254                | 3      | VDL SB 4000     | Streekdiensten             |                                    |
| Denemarken | Arriva Denemarken             | 1221-1234 1278 1677-1681 | 21     | VDL SB 4000     | Streekdiensten             |                                    |
| Denemarken | Arriva Denemarken             | 5754-5759                | 6      | MAN 18.310 HOCL | Streekdiensten             | Midi-versie                        |
| Denemarken | City-Trafik                   | 2451-2472 2951-2958      | 30     | VDL SB 4000     | Streekdiensten             |                                    |
| Denemarken | De Blaa Omnibusser            | 4029-4046                | 18     | VDL SB 4000     | Streekdiensten             |                                    |
| Denemarken | De Blaa Omnibusser            | 4051-4056                | 6      | VDL SBR 4000    | Streekdiensten             | Verlengde versie                   |
| Denemarken | De Hvide Busser               | 8769-8785                | 17     | VDL SB 4000     | Streekdiensten             |                                    |
| Denemarken | DitoBus                       | 634-653 4671-4674        | 24     | VDL SB 4000     | Streekdiensten             | 4671-4674 is ex-Gislinge Fårevejle |
| Denemarken | Egon's                        | 133                      | 1      | ??              | Streekdiensten/tourvervoer |                                    |
| Denemarken | Fjord-bus                     | 7435-7438                | 4      | VDL SB 4000     | Streekdiensten             |                                    |
| Denemarken | Fjord-bus                     | 7470-7494                | 25     | VDL SBR 4000    | Streekdiensten             | Verlengde versie                   |
| Denemarken | Gislinge Fårevejle            | 51-54                    | 4      | VDL SB 4000     | Streekdiensten             | Verkocht aan DitoBus               |
| Zweden     | Västerås Lokaltrafik          | 646-655                  | 10     | Scania L94UB4X2 | Streekdiensten             |                                    |
| Zweden     | Björks Buss AB, Hallstahammar | -                        | 2      | Scania L94UB4X2 | Streekdiensten             |                                    |
| Zweden     | Mellansvensk Omnibustrafik    | -                        | 2      | Volvo B7RLE 4x2 | Streekdiensten             |                                    |
| Bulgarije  | Rozhen Express                | -                        | 6      | Volvo B10B      | Stadsdiensten              | één bus buiten bedrijf gesteld     |